# Kívertsi
Kívertsi (ucraniano: Кі́верці; polaco: Kiwerce) es una ciudad de Ucrania perteneciente al raión de Lutsk de la óblast de Volinia.
En 2022 la ciudad tenía 13 798 habitantes. Desde 2018 es sede de un municipio, que tiene una población total de casi dieciocho mil habitantes e incluye veintitrés pueblos como pedanías.
Se ubica unos 5 km al noreste de Lutsk, sobre la carretera P14 que lleva a Ivánava.

## Historia
La localidad fue fundada en 1870 como poblado ferroviario, cuando el Imperio ruso abrió aquí una estación en la línea de ferrocarril de Rivne a Kóvel. La estación se construyó en las tierras del pueblo de Prylutske, en aquella época denominado "Kívertsi". En 1890 se abrió desde aquí un ramal hacia Lutsk que conectó la localidad con Leópolis, estableciéndose aquí un nudo ferroviario importante. En 1929, la Segunda República Polaca reconoció el carácter urbano de la localidad.
En 1939 se incorporó a la RSS de Ucrania como asentamiento de tipo urbano. En 1946, tras la reordenación de fronteras provocada por la Segunda Guerra Mundial, Kívertsi fue lugar de reasentamiento de numerosos ucranianos que hasta entonces vivían en Polonia, principalmente del pueblo de Czerniczyn. En 1951 adoptó el estatus de ciudad de importancia distrital. Hasta 2020 era la capital de su propio raión.